# Trueberbueb
Der Trueberbueb ist ein Emmentaler Volkslied. Getextet wurde es 1875 vom damaligen Pfarrer von Trubschachen Gottfried Strasser; die Melodie schrieb Johann Rudolf Krenger.

Der Trueberbueb ist zur inoffiziellen Hymne des Emmentals geworden und hat dort einen ähnlichen Stellenwert wie der Bernermarsch oder die Nationalhymne. Das Lied verdeutlicht aber auch den Zeitgeist der zweiten Hälfte des 19. Jahrhunderts, als Nationalismus und Rückbesinnung auf Volkstümlichkeit immer wichtiger wurde. Der Text zeichnet ein romantisches Bild des Emmentals.
1991 nahm die Mundartrockband Patent Ochsner ihre eigene Version des Trueberbuebs namens Ämmital auf. In ihrem Text werden die oft als Hinterwäldler geltenden Emmentaler und ihr Lebensgefühl auf die Schippe genommen.

## Text
Dr Trueberbueb
1. I bin e Ämmitaler, u desse bin i stolz.
Es wachst i üsne Grebe, viel saftigs Pfyffeholz
U mänge chäche Bueb.
Ja, i bin e Ämmitaler, i bin e Bueb vom Trueb!
2. Im Hütte, Brandösch, Twäre, im Fankhus, bis zum Napf
Da förchtet me fy tapfer nid gleitig Chlupf u Chlapf
Wie mänge bleiche Bueb.
Ja, i bin e Ämmitaler, i bin e Bueb vom Trueb!
3. My Vater, dä het gschwunge scho mängisch obenus,
Dä lehrt mi’s o am Abe u Morge vor em Hus.
I bin e Schwingerbueb!
Ja, i bin e Ämmitaler, i bin e Bueb vom Trueb!
4. O d’Muetter ist e feschti, sie chunnt vom Seltebach.
Im Seltebach isch sälte es Meitschi bring u schwach.
I bi der Muetter Bueb!
Ja, i bin e Ämmitaler, i bin e Bueb vom Trueb!
5. Nid alles mache d’Arme u d’Bei mit Schmalz u Saft,
Me muess im Härze inne o ha di rächti Chraft,
Muess sy e treue Bueb.
Ja, i bin e Ämmitaler, i bin e Bueb vom Trueb!
6. Mym Herrgott wott i’s zeige und o mym Vaterland.
We’s rüeft, so nimmt me d’Büchse rächt flingg u fescht i d’Hand.
I bin e Schwyzerbueb!
Ja, i bin e Ämmitaler, i bin e Bueb vom Trueb!

## Nachweise
1. ↑  Hans Tschudi (1976). Schweizer Volkskultur im 19. Jahrhundert. Bern. (S. 56)
2. ↑  http://www.edimuster.ch/baernduetsch/lied.htm#6